# Хаузмајстор
Хаузмајстор или домар је особа која води рачуна о стамбеној згради са већим бројем станова.
У већим градовима обичај је био да се један мањи стан у приземљу одвоји за хаузмајстора. Пошто су зграде биле у приватном власништву, хаузмајстор је имао задатак да води рачуна о кући као добар домаћин, а у име власника.
Хаузмајстор је радио ситне поправке по становима (водовод, електрика) водио рачуна да се у кући поштује ред и мир. Хаузмајсторова жена је обично одржавала чистоћу у згради.
За узврат хаузмајстор је имао „кров на главом“ који није плаћао. 
У великим градовима као што су Будимпешта или Париз стан хаузмајстора је тако направљен да кроз прозорче на улазним вратима може да гледа ко пролази. Постојали су хаузмајсторски станови где се директно улазило у кухињу па би хаузмајсторова жена кувајући ручак држала на оку све који пролазе ходником.
Од 22 часова до 6-7 ујутру зграда би се закључавала и ко је хтео да уђе морао је да звони на звону које је било у хаузмајсторовом стану. За ситну надокнаду, хаузмајстор је отварао врата касном госту, непозната лица нису могла да уђу. Хаузмајстор је био и важан извор информација полицији те је тако био и битан фактор безбедности зграде.
У Будимпешти станари нису имали кључ од лифта па је хаузмајстор станарима отварао врата од лифта, и овог пута, за симболичну надокнаду.
Хаузмајстори су „све“ знали шта се дешава у згради. Станари су морали да поштују кућни ред јер су иначе могли лако добити отказ од власника.
Хаузмајстори су постојали у Београду до седамдесетих година двадесетог века. А онда су постепено укидани.
Данас постоји фирма са идентичним називом која на позив врши поправке у згради.